# Consuelo Suncín Sandoval Zeceña

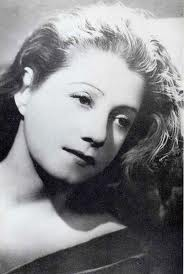
Consuelo Suncín 1926 körül

Consuelo Suncín Sandoval Zeceña, férje után Consuelo de Saint-Exupéry kontessza (Armenia,  Salvador, 1901. április 10. – Grasse, 1979. május 18.) salvadori írónő, a világhírű Antoine de Saint-Exupéry felesége 1931-től 1944-ig. Ő ihlette A kis herceg Rózsáját, ugyanakkor van párhuzam az álnok Kígyóval is, aki a regény végén végez a kis herceggel.

## Élete
Consuelo családja a salvadori Sonsonate megye elitjéhez tartozott, amely kávéültetvényekből gazdagodott meg. Apja a hadsereg tartalékos ezredese volt. Consuelo gondtalan és boldog gyermekkorát az asztma megkeserítette, ezért szülei az Egyesült Államokba, San Franciscóba küldték tanulni. Ott képzőművészetet tanult, ezt követően tanulmányait a jogi karon folytatta Mexikóvárosban, majd Franciaországba ment. Családja kiszemelt számára egy férfit jövendőbeliül, ám Consuelo nem fogadta el szülei választását, ezért gyorsan hozzáment egy fiatal mexikói kapitányhoz, Ricardo Cardenashoz, 1922-ben. A házasságuk nagyon rövid időn belül megromlott és válással végződött. Ezután visszament Salvadorba, de válását elhallgatta, és azt hazudta, hogy Ricardo a mexikói forradalom során vívott harcokban halt meg. A válást a katolikus salvadori társadalom nem tudta elfogadni, és megbélyegezték az olyanokat, akik elváltak házastársuktól. Előnyösebb volt tehát az özvegyi státusz.
Mexikóban Consuelo Diego Rivera stílusát követve festészettel is próbálkozott.
Franciaországban ismerkedett meg a guatemalai író, újságíró és diplomata Enrique Gómez Carrillóval, akivel 1926-ban lépett házasságra. Carrillo tudósítóként dolgozott Párizsban, és ismeretségi köréhez több neves művész, illetve politikus tartozott, mint Paul Verlaine, sőt elnyerte a francia Becsületrendet is. Carrillo múltja sem volt kalandoktól mentes, állítólag Mata Harival is viszonya volt. Ez a házasság is rövid volt, de Consuelót ezúttal tényleg a halál választotta el hites urától, mert Carrillo 1927-ben meghalt agyértágulat miatt. Feleségére nagy vagyont hagyott, amely lehetővé tette Consuelo számára, hogy utazgasson és művészet iránti igényeit is kielégíthesse. Ekkor Buenos Airesbe költözött és ott élt négy éven keresztül.
Consuelo temperamentumos nő volt, sokszor került összetűzésbe emberekkel, s afféle bajkeverőként ismerték. Már jó néhány apróbb botrány volt a háta mögött, amikor 1930-ban összehozta a sors Saint-Exupéryvel, aki pilótaként járta a világot. A fiatal Saint-Exupéry egyszer már jegyben járt egy bizonyos Louise Lévêque de Vilmorinnal, ám az eljegyzést 1926-ban felbontották, mert az írónak szenvedélye volt a repülés, amelyet jegyese és annak családja ellenzett. Az író hamar beleszeretett a nyughatatlan természetű Consuelóba, amint megismerte, mivel a hölgy nagyon bohém volt és fogékony a művészetekre. Saint-Exupérynek Consuelo lett a múzsája és egyúttal szorongásainak forrása is. Házasságukat 1931. április 22-én kötötték. Harmadik házasságával Consuelo elnyerte a kontessza címet is, mivel férje odahaza vikomt volt famíliája vidéki birtokán. A házasságot azonban mindkét fél családja igen rosszallta, mindannyian a másik szeszélyeit és zavaros ügyeit kifogásolták. Saint-Exupéry igyekezett mindenben a felesége kedvében járni, mondhatni egészen elkényeztette. Mindketten kezdeményeztek házasságon kívüli viszonyokat, de ennek oka többek között az volt, hogy a férfi gyakran repült, sokat volt távol, mivel postai küldeményeket szállított, s ez a szenvedélyes és romantikus lelkű Consuelónak nehezére esett. Antoine sem tudta jól viselni felesége hiányát, két nővel való viszonya is említést érdemel, amelyeket írásaiban be is ismer: az egyik, a férjes Hélène de Vogüé-vel (szül. Jaunez), akit Nellynek nevezett leveleiben, illetve egy Madame de B. nevezetű hölggyel, akinek személyét az író sem tisztázta emlékirataiban.
Consuelo Franciaországban ismeretséget kötött szürrealista festőkkel, akik között volt Balthus, Marcel Duchamp, vagy André Breton. Művészetükből merített saját festményeihez.
Amikor férje sokáig volt távol, az asszony szinte mániákusan igyekezett hírt szerezni róla. A nyilvánvaló viszonyok ellenére is túláradó volt a szerelem közöttük, asszonya hiánya fájdalmát az író meg is örökíti A kis hercegben. A folytonos távollét és várakozás kissé kihatott Consuelo egészségi állapotára is, de amikor férje visszatért, rögvest visszanyerte régi erejét és életkedvét.
A második világháború elől Amerikába menekültek. Egy Long Island-i házban éltek egy időben, Saint Exupéry részben itt írta A kis herceget. Ebben a házban vendégeskedett náluk néha Jean Gabin, Ingrid Bergman, Greta Garbo, Charles Boyer, Marlene Dietrich, Jean Renoir és Denis de Rougemont, akik szintén a háború miatt hagyták el hazájukat.
Férje eltűnése előtt Consuelo és Antoine egy közös emlékiratot állított össze A rózsa története címmel. A kéziratot egy kis ládikó őrizte otthonukban, amelyet csak 1979-ben fedezték fel, Consuelo halála után nem sokkal, a padlás egyik sarkában. 2000-ben publikálták, és azóta több mint 16 nyelvre fordították le.
Consuelo a Père-Lachaise temetőben nyugszik, második férje, Enrique Gómez Carrillo mellé helyezték végső nyugalomra, minthogy Saint-Exupéry földi maradványai sose kerültek elő. A 2000-es években viszont egy halász megtalált egy ezüst karkötőt a Földközi-tengerből, amelybe Saint-Exupéry és Consuelo neve volt belevésve.

## A kis herceg Rózsája
Bár Antoine és Consuelo házassága nem volt felhőtlen, Saint-Exupéry mégis őszintén szerette feleségét. Nagyon is valószínű, hogy A kis herceg Rózsája maga Consuelo volt. Kettejük kapcsolatát és annak súrlódásait az író őszintén jeleníti meg, de finom megfogalmazással árnyalja is. A virág búra alá helyezése és pátyolgatása kifejezik mindazt, amit Saint-Exupéry a feleségéért tett meg. A Rózsa köhögése Consuelo asztmájára utal. Az író életében sokat csalódott az emberekben, de Consuelóban igazi, megértő társra talált, s bár a kapcsolatuk viharában többször látszott úgy, hogy szakítanak, a szerelem pislákolt mindkettőjükben, majd új lángra lobbant.
A három aprócska vulkánt, amelyek A kis herceg bolygóján voltak találhatóak, Consuelo szülőhelyén található három vulkanikus hegycsúcs ihlette: a Cerro Verde, a Santa Anna és az Izalco. Ezek közül a Cerro Verde kihunyt tűzhányó, csak előbbi kettő mutat még aktivitást, miként a kis herceg három kicsike vulkánja. A házaspár egyszer a Cerro Verde térségében utazgatott, amikor az Izalco működésbe lépett.
Consuelo különlegessége is ugyanabban volt Saint-Exupéry számára, amit a Róka mondott a kis hercegnek: ő a legfontosabb és legkiemelkedőbb a világon, mert ő az, akit szeret. Az ötezer rózsa motívuma a férfi alkalmi barátnőit jelképezi, akik szépek voltak ugyan, de végső soron mindig beigazolódott, hogy nem mérhetőek Consuelóhoz, mert ő az igazi.
Consuelo bizonyos szempontból a Kígyó ihletője is, amely a férjével való konfliktusokra megy vissza. Consuelót nem egyszer jellemezték úgy, mint egy bajos nőt, akinek vipera nyelve van.
Saint-Exupéry halhatatlan remekműve csak látszólag gyermekkönyv, valójában egy bocsánatkérés kívánt lenni Consuelo felé, amiért oly sokszor megbántotta őt a házassága során.

## Magyarul
- A rózsa emlékiratai; ford. Szőkefalvi-Nagy Eszter; Európa, Bp., 2002
- Vasárnapi levelek; előszó Alain Vircondelet, ford. Szőkefalvi-Nagy Eszter; Európa, Bp., 2005